# Bels
Bels (ukrainisch Белз; polnisch Bełz, jiddisch בעלז, בעלזא, hebräisch בלז) ist eine Stadt in der Oblast Lwiw im Westen der Ukraine, nahe der polnischen Grenze. Bels hat etwa 2400 Einwohner (Stand 2004).

## Geschichte

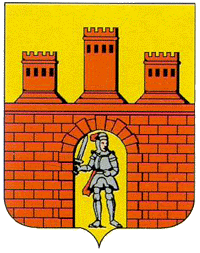
Historisches Wappen 1772

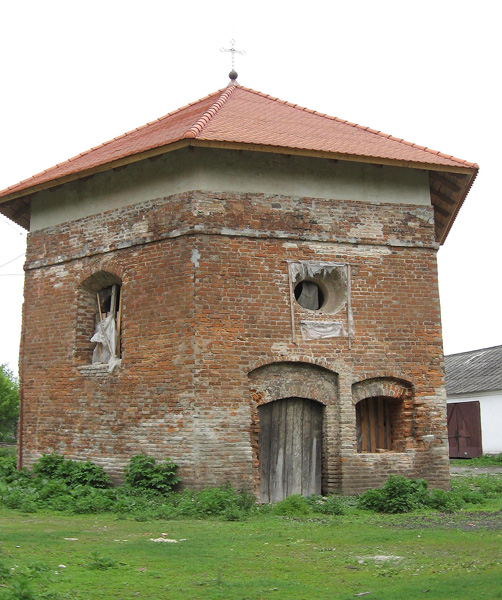
Arianischer Turm

Spätestens seit dem 10. Jahrhundert existierte eine slawische Burg am Ufer des Bug.
981 eroberte der Kiewer Fürst Wladimir I. das benachbarte Gebiet um Tscherwen westlich des Bugs. Ab 1018 gehörte dieses zum Herzogtum Polen.
Erstmals schriftlich erwähnt wird Bels 1030, als der Kiewer Fürst Jaroslaw der Weise die Burg erobert. Von 1170 bis 1234 war die Stadt Sitz eines eigenen Fürstentums Bels. 1234 kam sie zum Fürstentum Halytsch-Wolhynien.

Von 1340 bis 1366 war sie wieder als Hauptstadt eines Fürstentums Teil des Großfürstentums Litauen. 1366 kam die Ortschaft zum Königreich Polen, 1377 zum Königreich Ungarn. Ab 1387 wieder bei Polen, war sie von 1462 bis 1793 Sitz einer eigenen Woiwodschaft Bełz. Im Zuge der ersten polnischen Teilung wurde sie 1772 an das Kaisertum Österreich, später Österreich-Ungarn, angeschlossen, unter dem sie dem Kronland Königreich Galizien und Lodomerien angehörte. Zwischen 1854 und 1867 war die Ortschaft Sitz einer Bezirkshauptmannschaft, danach bis 1918 der Sitz eines Bezirksgerichts des Bezirks Sokal. Im Jahr 1884 wurde die Bahnstrecke Jarosław–Kowel mit einem Bahnhof in Belz eröffnet, womit die Ortschaft an das Eisenbahnnetz angeschlossen wurde. Nach 1951 wurde die Strecke in ihrem ukrainischen Teil auf russische Breitspur umgebaut.
Mit dem Ende der Österreich-Ungarischen Doppelmonarchie nach dem Ersten Weltkrieg im November 1918 wurde Bels zunächst Teil der Westukrainischen Volksrepublik, welche den Ort jedoch im April 1919 an Polen abtrat.
Die Rote Armee besetzte Bels im September 1939 und blieb dort bis Ende Oktober. Danach geriet Bels unter deutsche Herrschaft und wurde in das Generalgouvernement eingegliedert. Es war bis 1944 von Deutschland besetzt. Nahezu die gesamte Bevölkerung des Ortes wurde ausgelöscht oder floh in dieser Zeit, nicht nur Juden, sondern auch Ukrainer und Polen, die sich in einem blutigen Bürgerkrieg in den Regionen Wolhynien und Ostgalizien gegenseitig heftigst bekämpften.
1944 wurde Bels zunächst wieder polnisch und 1947 wurde die ukrainische Bevölkerung umgesiedelt (Aktion Weichsel). Am 15. Februar 1951 wurde die Stadt nach einem vereinbarten Gebietsaustausch an die Sowjetunion übergeben. Da die verbliebene polnische Bevölkerung fast vollständig abgezogen war (etwa 800 Personen), war die Stadt bei der Übergabe nahezu menschenleer. Bels wurde nun Teil der Ukrainischen SSR. Seit dem Zerfall der Sowjetunion im Jahre 1991 ist Bels Teil der unabhängigen Ukraine.

## Juden in Bels

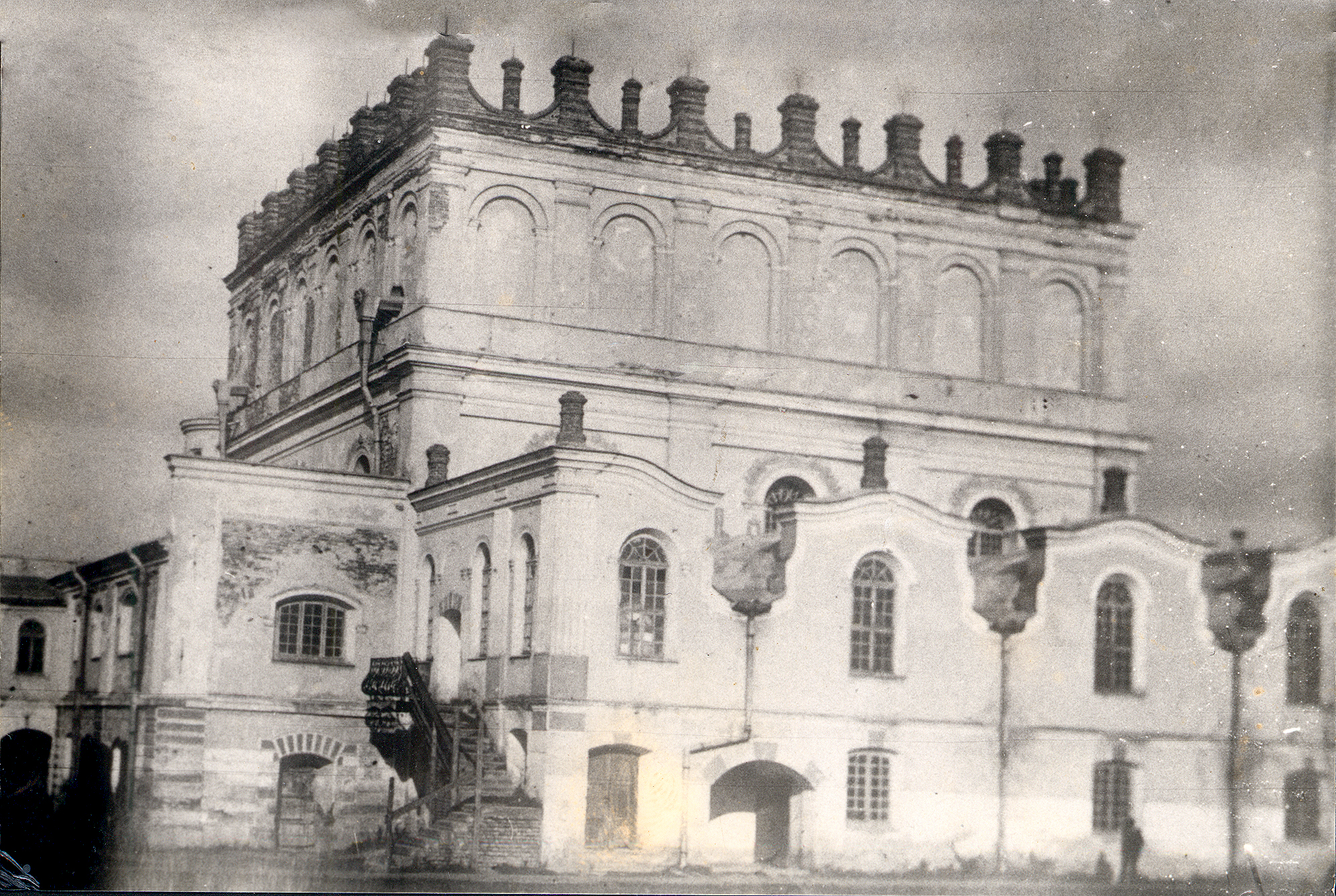
Alte Synagoge

Bereits im 10. Jahrhundert gab es Anhänger der jüdischen Gemeinschaft der Karäer in Bels, die nach dem Fall des Khaganats der Chasaren hierher gekommen waren. Aus den Jahren 1469 und 1494 stammen die ersten Nachrichten über eine ashkenasische jüdische Gemeinde in Bels, welche im Jahre 1665 Gleichberechtigung erlangte.
Unter Schalom Rokeach entstand 1816 in Belz die Bewegung der Belser Chassidim, die noch heute in Israel existiert. 1843 konnte die Große Synagoge mit Platz für 5000 Menschen eingeweiht werden.
Mindestens von 1859 bis ins Jahr 1931 waren mehr als die Hälfte der Bevölkerung von Bels Juden. 1900 lebten hier 2872, und 1910 waren es schon 3625, was 60 % der Bevölkerung ausmachte. 1914 waren von 6100 Einwohnern 3600 Juden.

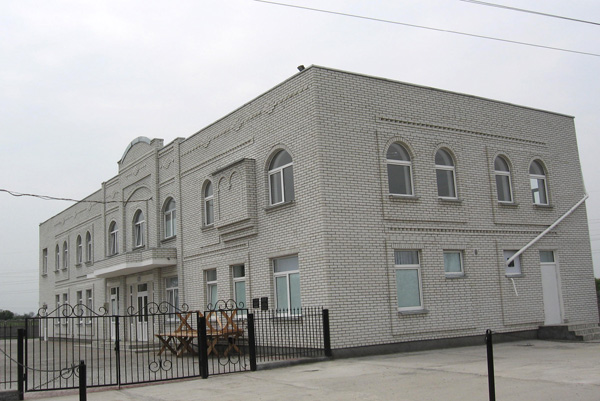
Jüdisches Hostel in Belz mit Synagoge

Obwohl nach der sowjetischen und deutschen Okkupation Polens im September 1939 viele Juden in die östlicheren Gebiete der Sowjetunion geflohen waren, gab es 1942 noch über 1540 Juden in Bels. Am 2. Juni 1942 wurden 1000 von ihnen nach Hrubieszów deportiert, und von dort weiter ins Vernichtungslager Sobibor. Im September desselben Jahres wurden weitere 504 nach Hrubieszów gebracht, nachdem sie auf den Feldern der Umgebung nicht mehr gebraucht wurden. Nahezu die gesamte jüdische Bevölkerung von Bels kam im Holocaust um.
Ab 1944 verlagerte sich die Belser chassidische Bewegung nach Palästina/Israel. Beispielsweise konnte im Jahre 2000 in Jerusalem eine neue Belser Synagoge für 6000 Menschen eingeweiht werden. Die alten Belser Rabbiner haben für die Anhänger der Bewegung noch heute eine hohe Bedeutung, für manche sind sie so etwas wie Heilige. So wird ihren Gräbern auf dem jüdischen Friedhof auch eine besondere Aufmerksamkeit zuteil. Es gibt die Überlieferung, dass die Ankunft des jüdischen Messias von der Belser Synagoge ausgeht.
Das bekannte jiddische Lied Mein Schtetele Belz bezieht sich nicht auf dieses Bels, sondern auf die Stadt Bălți (ebenfalls Belz ausgesprochen) in der Republik Moldau.

## Andere Volksgruppen
Bis in die Mitte des 19. Jahrhunderts waren schätzungsweise 80 % der Bevölkerung Ruthenen/Russinen. Danach änderte sich ihr Anteil drastisch zugunsten von Juden, aber auch Polen. So wurden 1914 in der Stadt nur noch 1600 Ukrainer und 900 Polen bei einer Gesamtbevölkerung von 6100 Einwohnern gezählt.

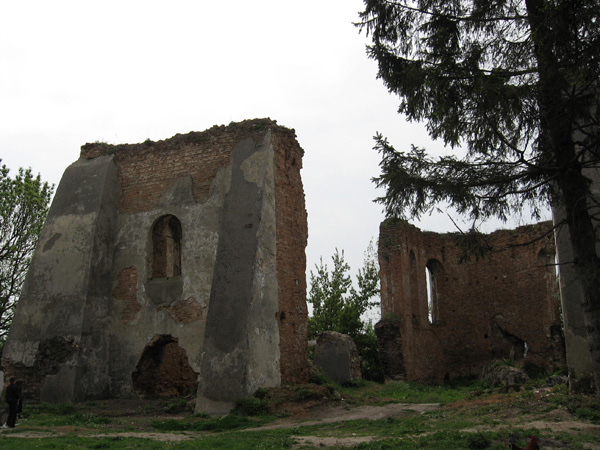
Ruine der ehemaligen Klosterkirche

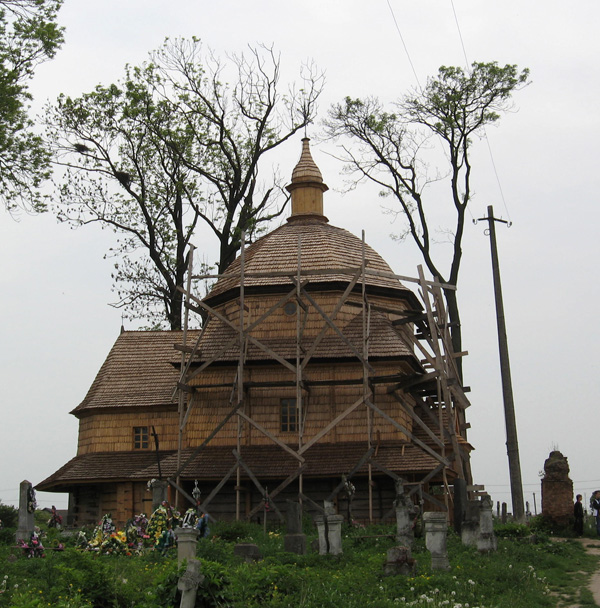
Holzkirche St. Paraskewa

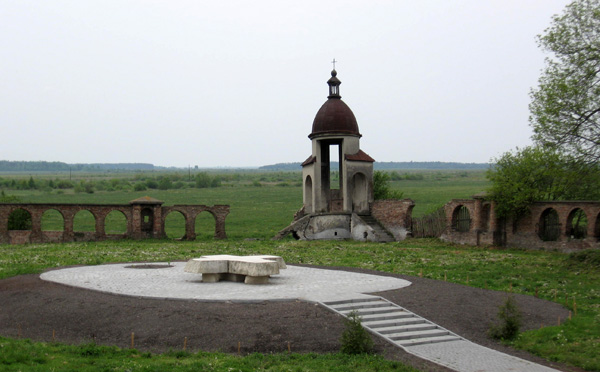
Komplex gewidmet der Ikone der Hl. Mutter Gottes von Częstochowa

## Verwaltungsgliederung
Am 12. Juni 2020 wurde die Stadt zum Zentrum der neu gegründeten Stadtgemeinde Bels (Белзька міська громада/Belska miska hromada). Zu dieser zählen auch die Stadt Uhniw sowie die 22 in der untenstehenden Tabelle aufgelistetenen Dörfer im Rajon Tscherwonohrad; bis dahin bildete sie die Stadtratsgemeinde Bels (Белзька міська рада/Radechiwska miska rada) im Rajon Sokal.
Folgende Orte sind neben dem Hauptort Bels Teil der Gemeinde:
| Name                     | Name          | Name                             | Name               |
| ukrainisch transkribiert | ukrainisch    | russisch                         | polnisch           |
| ------------------------ | ------------- | -------------------------------- | ------------------ |
| Chliwtschany             | Хлівчани      | Хлевчаны (Chlewtschany)          | Chlewczany         |
| Dibrowa                  | Діброва       | Диброва                          | Sałasze            |
| Domaschiw                | Домашів       | Домашев (Domaschew)              | Domaszów           |
| Hluchiw                  | Глухів        | Глухов (Gluchow)                 | Głuchów            |
| Kariw                    | Карів         | Каров (Karow)                    | Karów              |
| Kortschiw                | Корчів        | Корчев (Kortschew)               | Korczów            |
| Murowane                 | Муроване      | Мурованое (Murowanoje)           | Żabcze Murowane    |
| Mychajliwka              | Михайлівка    | Михайловка (Michailowka)         | Michałówka         |
| Nysy                     | Низи          | Низы (Nisy)                      | Prusinów           |
| Ostriwok                 | Острівок      | Островок (Ostriwok)              | Ostobuż            |
| Peremyslowytschi         | Перемисловичі | Перемысловичи (Peremyslowitschi) | Przemysłów         |
| Piddubne                 | Піддубне      | Поддубное (Poddubnoje)           | Poddębce, Poddubce |
| Sabolottja               | Заболоття     | Заболотье (Sabolotje)            | Zabłocie           |
| Sastawne                 | Заставне      | Заставное (Sastawnoje)           | Zastawie           |
| Schuscheljany            | Жужеляни      | Жужеляны                         | Żużel              |
| Sebetschiw               | Себечів       | Себечов (Sebetschow)             | Siebieczów         |
| Stajiwka                 | Стаївка       | Стаевка (Stajiwka)               | Staje              |
| Tjahliw                  | Тяглів        | Тяглов (Tjaglow)                 | Tehlów             |
| Uhniw                    | Угнів         | Угнев (Ugnew)                    | Uhnów              |
| Waniw                    | Ванів         | Ванов (Wanow)                    | Waniów             |
| Werbowe                  | Вербове       | Вербовое (Werbowoje)             | Wierzbiąż          |
| Woroniw                  | Воронів       | Воронов (Woronow)                | Woronów            |
| Zebliw                   | Цеблів        | Цеблов (Zeblow)                  | Cebłów             |

## Sehenswürdigkeiten
Im Ort sind folgende Sehenswürdigkeiten zu finden:
- Arianischer Turm einer ehemaligen Kapelle der reformatorischen polnischen Brüder (1606) – ältestes erhaltenes Bauwerk der Stadt
- Reste des ehemaligen Dominikaner-Klosters:
  - Ruine der ehemaligen Klosterkirche St. Nikolai (Mitte 16. Jahrhundert)
  - Gebäude des ehemaligen Mönchsklosters (17.–18. Jahrhundert, Barock), heute Rathaus
  - Gebäude des ehemaligen Nonnenklosters (17.–18. Jahrhundert, Barock), heute griechisch-katholische Kirche St. Nikolai
- Griechisch-katholische Holzkirche St. Paraskewa (17. Jahrhundert)

## Persönlichkeiten
- Jan Zamoyski (1542–1605), Starost von Bels
- Schalom Rokeach (1779–1855), erster chassidischer Rabbiner von Bels, siehe Belz (chassidische Bewegung)